# Zatypota discolor
Zatypota discolor är en stekelart som först beskrevs av Holmgren 1860.  Zatypota discolor ingår i släktet Zatypota och familjen brokparasitsteklar. Arten är reproducerande i Sverige.

## Underarter
Arten delas in i följande underarter:
- Z. d. obscura
- Z. d. helveticator
- Z. d. nigrithorax